# Kunčič
Kunčič  je priimek več znanih Slovencev:
- Boris Kunčič (*1970), hokejist
- Jana Jakopič (r. Kunčič) (1924—2010), prvoborka
- Judita Kunčič Mandelc (*1955), amaterska slikarka
- Mirko Kunčič (1899—1984), mladinski pesnik in pisatelj
- Vladimir Kunčič (*1960), častnik, veteran vojne za Slovenijo